# Vitreorana eurygnatha
Espèce
Synonymes
- Hyla eurygnatha Lutz, 1925
- Hyalinobatrachium eurygnathum (Lutz, 1925)
- Cochranella bokermanni Taylor & Cochran, 1953
- Cochranella delicatissima Taylor & Cochran, 1953
- Cochranella divaricans Taylor & Cochran, 1953
- Cochranella petropolitana Taylor & Cochran, 1953
- Cochranella surda Taylor & Cochran, 1953

Statut de conservation UICN

 LC  : Préoccupation mineure
Vitreorana eurygnatha est une espèce d'amphibiens de la famille des Centrolenidae.

## Répartition
Cette espèce est endémique du Brésil. Elle se rencontre dans les États de Bahia, d'Espírito Santo, du Minas Gerais, de Rio de Janeiro, de São Paulo, de Goiás, du Paraná et de Santa Catarina jusqu'à 1 700 m d'altitude dans la forêt atlantique dans la Serra do Mar et la Serra da Mantiqueira.

## Description

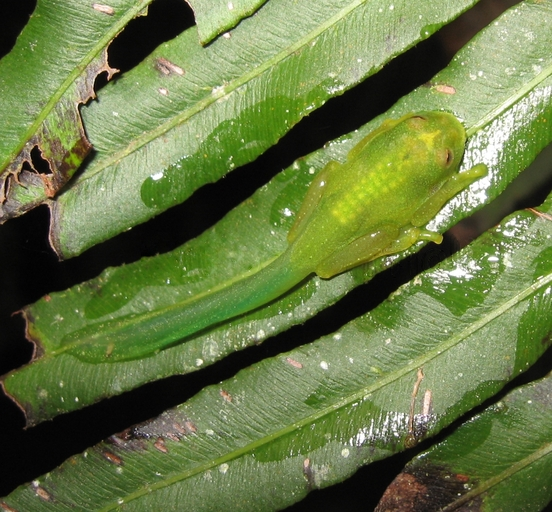
Rhinella eurygnatha

Vitreorana eurygnatha mesure de 17 à 23 mm.

## Publication originale
- Lutz, 1925 : Batraciens du Brésil. Comptes Rendus et Mémoires Hebdomadaires des Séances de la Société de Biologie et de ses Filiales de Paris, vol. 93, no 2, p. 137-139.